# Macair Airlines
Macair Airlines – australijska regionalna linia lotnicza z siedzibą w Townsville. 